# Midwinterhoorn

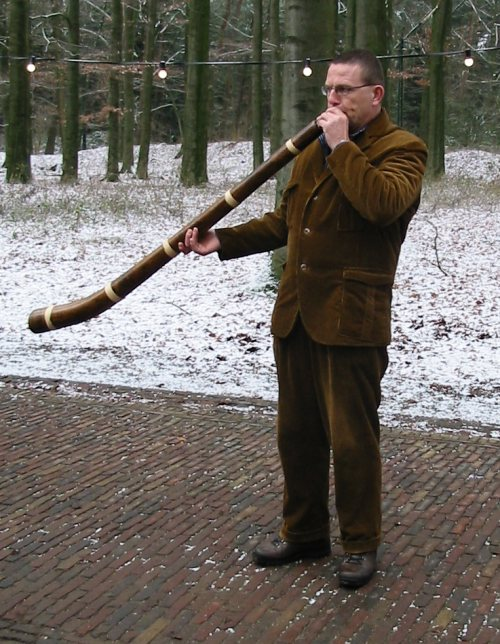
Persona che suona un midwinterhoorn nel Nederlands Openluchtmuseum di Arnhem

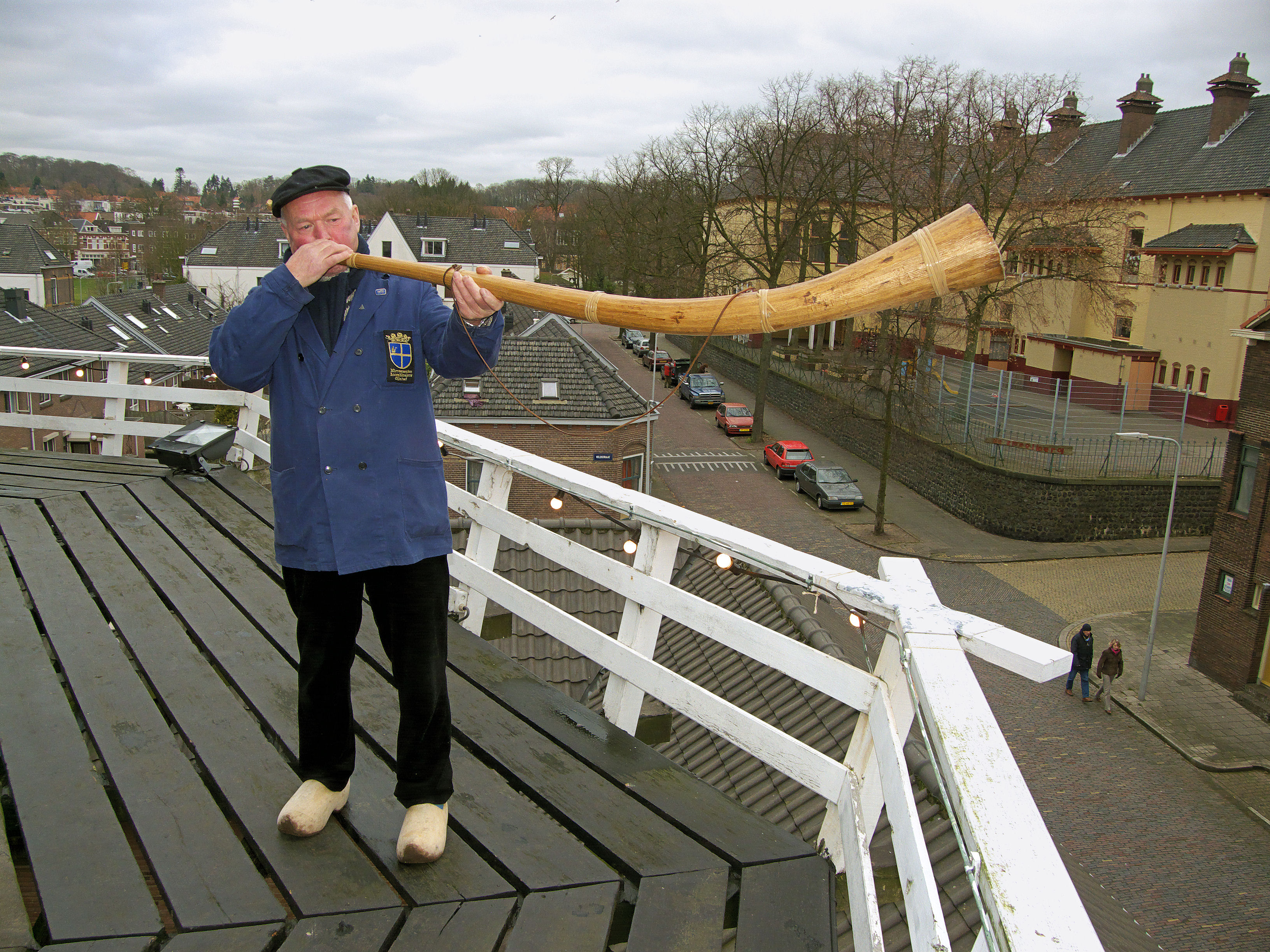
Persona che suona un midwinterhoorn nel mulino "De Kroon"

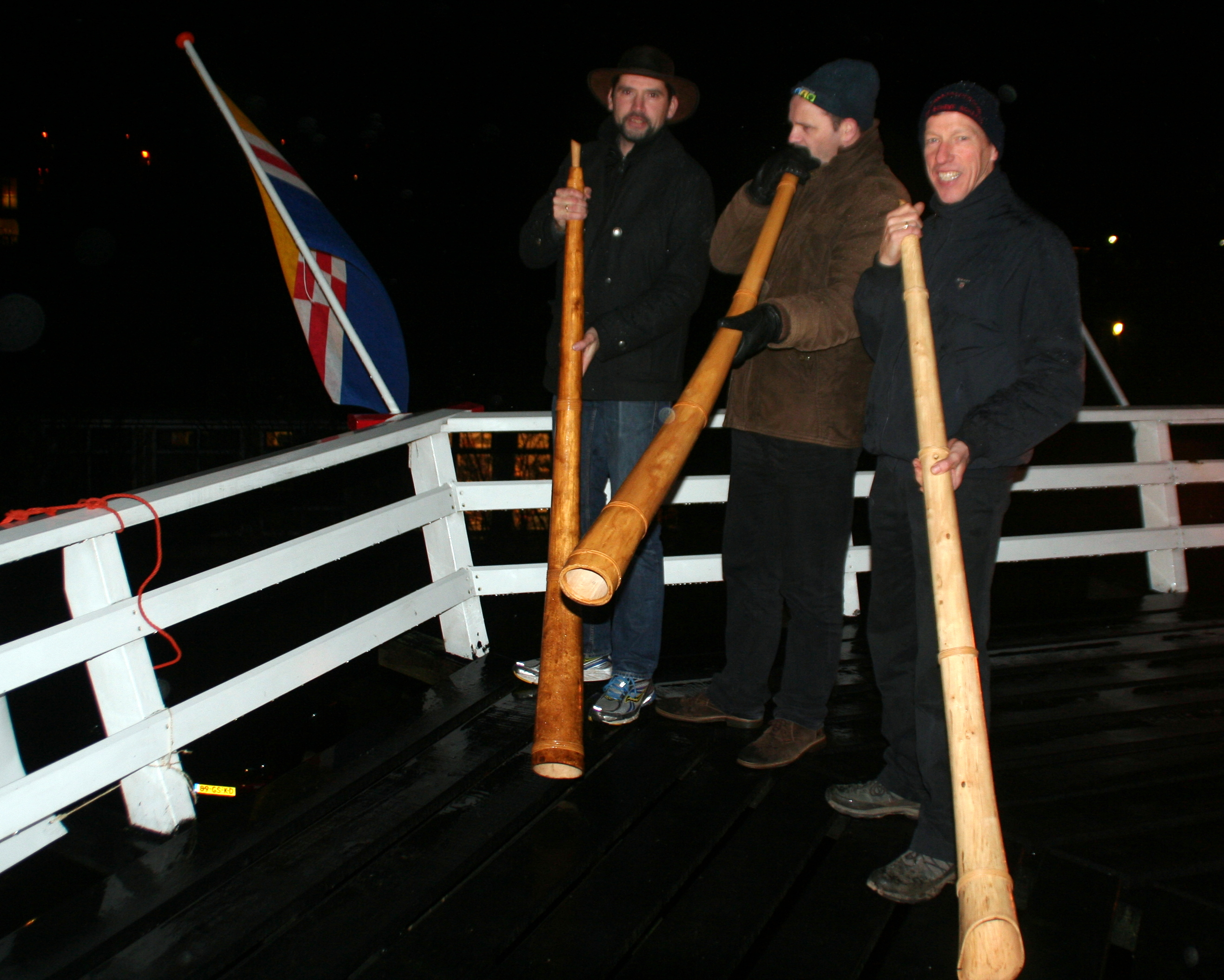
Suonatori di midwinterhoorn a Hasselt, nella regione di Kop van Overijssel

Il midwinterhoorn (letteralmente: "corno (hoorn) del mezz'inverno (midwinter)"; in: basso sassone: mirreweenterhoorn) è uno strumento musicale a fiato in legno, suonato nella regione olandese della Twente (provincia dell'Overijssel) e nelle zone limitrofe (Veluwe, Drenthe e Achterhoek e nelle aree tedesche di confine) durante il periodo natalizio (dall'Avvento all'Epifania).

## Lo strumento
Un midwinterhoorn può avere una lunghezza che va dai 100 ai 150 cm e un diametro che va dagli 8 ai 14 cm.
Viene realizzato utilizzando legno di quercia ricurvo.

## L'usanza del midwinterhoornblazen

### Storia
L'usanza del midwinterhoornblazen, ovvero suonare un corno durante il periodo natalizio/invernale trae origine dalle tradizioni pagane, quando si pensava che il suono di tale strumento potesse risvegliare il sole e proteggere dalle forze oscure della natura durante l'inverno. Nella zona della Twente, in particolare, veniva suonato l'ossenhoorn, un antenato dell'attuale midwinterhoorn.
In seguito, al significato dell'usanza fu data una connotazione cristiana, ovvero l'annuncio dell'arrivo di Gesù.
Una delle prime attestazioni di simili usanze si ritrova in due raffigurazioni nell'Utrechts Psalter dell'850 ca.
Il midwinterhoorn non fu solo utilizzato in un contesto religioso: un tempo, infatti, veniva anche usato per annunciare incendi o pericoli. Durante la guerra degli ottant'anni, il suono di questo strumento annunciava un'incursione da parte dei protestanti in quella che era un'enclave cattolica.
L'usanza del midwinterhoornblazen durante il periodo natalizio conobbe una sorta di "revival" grazie all'interesse di gruppi folclorstici negli anni cinquanta del XX secolo. La prima "rappresentazione" pubblica officiale dell'usanza nella regione della Twente risale al 18 dicembre 1949.

### Descrizione dell'usanza
Tra le usanze, vi è quella di suonare il midwinterhoorn sopra una fonte, per rappresentare simbolicamente il legame naturale esistente tra la foresta e l'acqua.
Ad Oldenzaal il midwinterhoorn suona una melodia composta dal "campione di midwinterhoornblazen".
|  |